# لاري وايت
لاري وايت (بالإنجليزية: Larry White)‏ هو لاعب كرة قاعدة أمريكي، ولد في 25 سبتمبر 1958 في سان فيرناندو في الولايات المتحدة.

## وصلات خارجية
- لاري وايت على موقعبيزبول رفرنس.كوم (الدوري الرئيسي) (الإنجليزية)
- لاري وايت على موقعبيزبول رفرنس.كوم (الدوري الثانوي) (الإنجليزية)